# Samartín d'Ozcos
Samartín d'Ozcos (en gallec San Martín de Ozcos i San Martín de Oscos en castellà) és un conceyu asturià localitzat a la comarca de l'Eo-Navia vora al límit amb Galícia. Limita al nord amb el concejo d'Eilao, al sud amb Grandas de Salime, a l'est amb Pezós i a l'oest amb Santalla i Vilanova d'Ozcos. L'extensió total és de 66,28 km². La seva xarxa viària s'articulaal voltant de la comarcal AS-13, que entra per A Veiga en direcció a Pezós.
És un dels municipis d'Asturies on es parla gallec.

## Geografia
Des del punt de vista geològic Samartín, presenta unes característiques similars als concejos occidentals. El terreny és en la major part cambrià i silurià, amb predomini de la pissarra, deformat per l'orogènia herciniana. La consistència de les faixes de pissarra és variable. La major part se'n trenquent en fulles més o menys grans. Es fan servir per fer les teulades de cases. Hi ha igualment una faixa de quarsita, com la que s'estén des de Piorno fins a Boimouro. Ortogràficament parlant, hi ha dues zones en el conceyu.
La septentrional, presenta una topografia molt més complicada, amb grans pendents, dels quals destaquen els cordals de San Isidro i del Eirelo per l'altura. Aquesta zona conté les conques dels rius principals: el Sotuelo, el Ahio i el Ferreira, que hi formen grans i profundes valls.
La zona meridional comprèn un relleu molt més suau amb altituds que ronden els 900 metres, com el munti Marón (899 m) i el Sivela (888 m). És una zona fèrtil i de cultiu fàcil, hi ha unes condicions per a la vida humana molt més favorables que en la part spetentrional. Els rius més importants són el Ahio i els seus afluents el Sotuelo i el Ferreira. L'ahio desemboca al seu torn en l'Agüeira en Pezós. Pertanyen tots ells a la conca del riu Navia i discorren per la zona septentrional. A la zona més fèrtil hi ha a més el riu Samartín o Candal, també afluent del Agüeira. A part de tots aquests rius, Samartín és terra de nombrosos rierols i rierols que van ser aprofitats temps enrere en molins i ferrerías.
Dintre del clima general asturià, el clima és molt fred i dur a l'hivern, amb estius frescos i curts. D'hivern neva sovint el que pot entrebancar seriosament les comunicacions per carretera del conceyu.
La vegetació, té dos tipus: la de muntanya i la de ribera. A la zona muntanyosa, els boscos de castanyer, roures i pineda hi són preponderant. Al sud hi ha un sòl molt més fèrtil i cultivable, sh'i conreen cereals com el blat, sègol i blat de moro així com patata.

## Capital
La capital del conceyu és Samartín, emplaçada en la part meridional del territori a una altitud de 697 metres. S'hi agrupa el nucli de població més important del concejo amb més de la meitat del total d'habitants. Samartín es troba emmarcat dintre de la comarca dels Oscos, on es un marcat i característic dialecte molt semblant al gallec.

## Evolució demogràfica
La població de Samartín d'Ozcos va molt fluctuar durant bona part del segle xx. A la dècada dels seixanta va registrar la seva cota més alta amb 2.024 habitants. D'aleshores ençà, la població va minvar, vins a atènyer uns mínims de 8,4 hab./km². Aquest descens és causat pel moviment migratori produït per motius laborals, sobretot de les dones joves. L'estructura demogràfica de la zona va canviar i la població va envellir i hi ha un excedent d'homes. Té una piràmide de població invertida.
La població actual es divideix en quatre parròquies que són les de Eilao, Labiaróu, Samartín i Pezós. Samartín és l'única que supera les 100 persones. La major part de la població viu en la part meridional, que presenta un terreny molt més apte per a la vida. Des del punt de vista econòmic, Samartín d'Ozcos és molt dependent a del sector primari que hi genera un 83,10% de les ocupacions locals. La ramaderia és el motor de l'economia, sobretot el bestiar boví criat per a la producció de carn. S'hi conrea principalment cereals, leguminosas i hortalisses, l'autoconsum és la seva finalitat primordial. Només 3,87% de la població activa treballa al sector de la indústria i en majoria en el sector de la construcció i les obres públiques.
Encara que avui gairebé no tingui representació, cal destacar la influència de les ferrerías artesanes durant el segle xvii, que utilitzaven el ferro de la zona. El sector dels serveis ha estat l'únic que va en augment i representa en l'actualitat uns 13,03% de les ocupacions. El creixement es deu al turisme rural i actiu. S'hi han habilitat diverses cases de llogaret i hostals-restaurants que ofereixen els plats típics i tradicionals dels Oscos.

## Parròquies
- Eilao
- Labiaróu
- Samartín
- Pezós

## Història
La història de Samartín d'Ozcos presenta els mateixos trets que els altres de la zona dels Oscos en l'època prehistòrica i l'edat antiga i moderna fins a 1154. Té una història comuna amb Santalla fins al moment de l'emancipació episcopal el 1584. La primera presència humana en territori de Samartín es remunta al Neolític, com així podem aventurar gràcies a les restes tumulars trobats en Os Pedrousos (Teixeira). Així mateix van aparèixer restes d'antigues explotacions mineres a Arruñada, Piorno, Covas del Resalao, i les valls del Sotuelo i el Ahío. Dintre de l'edificació castrenya cal destacar els trobats a San Isidro i el Pic de la Mina, prop de Bousoño situats ambdós en altitud i amb un clar motiu defensiu. S'hi troben fosses, muralles i lloses clavades. A Valderreixe es va trobar una diadema realitzada en or i que és la diadema de Samartín d'Ozcos.
L'presència de minerals també hi va atreure gent diversa que van explotar les mines.A Tabladas i a la ribera del riu Santalla es van trobar restes de treballs romans relacionats amb la fosa com els gresols de pedra i els cons d'escòries. Durant l'etapa medieval Samartín conjuntament amb Santalla va pertànyer, gràcies a la cessió realitzada pel monarca Alfons VII de Castella en 1154 a l'església d'Oviedo, al gran concejo episcopal de Castropol. Els alcaldes episcopals d'ambdós concejos es presentaven a les juntes castropolenses al camp de Tablado.
Aquesta dependència de la mitra continua fins a 1584, any en el qual gràcies a la desamortització sota mandat de Felip II, i amb l'autorització del Papa Benedicte XIII, els habitants compren el territori i s'organitzen com a municipi independent i autònom. Aquesta desamortizació va ser realitzada per les despeses originades per les successives guerres que duïa el regne espanyol i que van fer possible, gràcies a l'autorització papal, la venda dels terrenys bisbals a la gent del poble. L'expedient de llibertat va començar el 1583, un any més tard va rebre el títol de vila. De les èpoques més actuals, nombrosos mossos dels Oscos es van unir a les tropes de Castropol en la guerra de la Independència. Es van caracteritzar per llur especial bravura i lluita per al territori. El segle xx, igual que la resta del Principat i de l'Estat, la guerra Civil assola el territori, vivint-se situacions difícils, encara que avui romanen ja en l'oblit.